# 2004 en Saskatchewan
Chronologie de la Saskatchewan
- 2000
- 2001
- 2002
- 2003
- 2004
- 2005
- 2006
- 2007
- 2008

Cette page concerne des événements d'actualité qui se sont produits durant l'année 2004 dans la province canadienne de la Saskatchewan.

## Politique
- Premier ministre : Lorne Calvert
- Chef de l'Opposition :
- Lieutenant-gouverneur : Lynda Haverstock
- Législature :